# Вільгельм Фельдман
Вільгельм Фельдман (*8 квітня 1868, Збараж — †25 жовтня 1919) — польський публіцист єврейського походження, літературний критик та історик літератури, в тому числі автор «Współczesnej literatury polskiej»; також драматург та прозаїк.
Був одружений з Марією Клейман (перекладачкою літератури західними мовами), мав сина Юзефа Фельдмана (1899–1946).

## Біографія
Вільгель Фельдман народився у місті Збараж. Походив з бідної ортодоксальної єврейської родини. У 18 років покинув дім, поїхав до Львова, де приєднався до групи євреїв, котрі пропагували польську політичну орієнтацію.
Був гарячим прихильником єврейського асиміляційного руху. Вже 1886 року проводив активну кампанію за асиміляцію (пол. "uobywatelenia") євреїв, видавав такому у дусі журнали та брошури («Asymilatorzy, sjoniści i Polacy» («Асимілятори, сіоністи і Поляки»); «O jargonie żydowskim» («Про єврейський жаргон»); «Stosunek Mickiewicza do Żydów» («Ставлення Міцкевича до євреїв»); «Kościuszko i Berek Joselowicz» («Косцюшко і Берек Йосельовіч»)). Перебуваючи на посаді секретаря барона Моріса Хірша, мав можливості для встілення своїх ідей у життя.
Згодом перейшов з єврейських справ до суспільних, зокрема, брав участь у формуванні в Галичині радикально-поступовської партії. Був одним з засновників друкованого органу для прихильників цієї партії — періодичного видання «Ognisko».

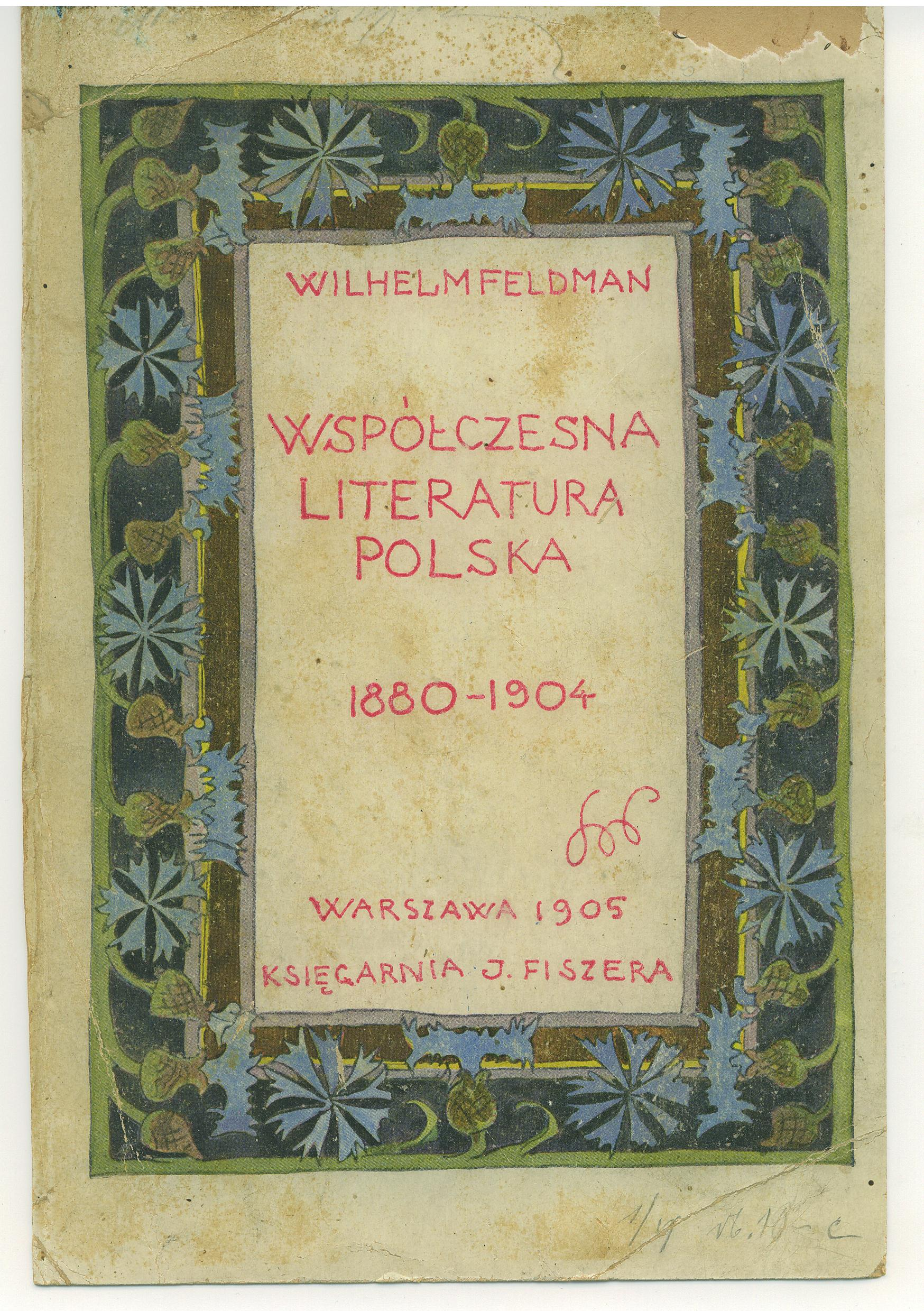
С. Виспянський. Обкладинка

1895 року у Берліні В. Фельдман слухав лекції з суспільних наук і філософії, проте наприкінці року мусив покинути місто, через судові звинувачення у «великопольській пропаганді». Згодом він осів у Кракові, де створив періодичне видання «Dziennik Krakowski», редаговане в демократично-ліберальному дусі. Після півтори року існування газета перестала виходити, а Фельдман переїхав до Львова, де проживав на доходи від літературних та публіцистичних праць.
1901 року зайнявся видавництвом краківського журналу «Krytyka», який занепадав. Займався журналом до 1914 року, спочатку у Львові, пізніше у Кракові. Крім того, займався організацією народних університетів (Народного університету у Кракові (пол. Uniwersytet Ludowegy w Krakowie) та Вищих літніх курсів у Закопаному (пол. Wyższe Kursy Wakacyjnych w Zakopanem)). Провів багато популярних лекцій на естетичні, історико-літературні та філологічні теми. Під час Першої світової війни підтримав Ю. Пілсудського і вступив до Польських Легіонів.

## Творчість
Головна праця Фельдмана «Współczesna literatura polska» за його життя була видана кілька разів разом з різними доповненнями про наступні періоди (наприклад 1-ше видання 1901 року розповідало про період 1880–1901, до 2-го видання 1905 року вже було додано четвертий том до 1904 року, а 6-те видання (1918) займало вже період 1864–1917. В 8-му виданні (1930), опрацьованому вже після смерті Фельдмана Станіславом Лемом вже було описано період 1864–1923. Серед інших публіцистичних праць Фельдмана є також «O Rosji» («Про Росію», Краків, 1903); «Współczesna krytyka literacka w Polsce» («Сучасна літературна критика у Польщі», Львів, 1905); «Stronnictwa i programy polityczne w Galicji 1846–1906» («Політичні програми і течії у Галичині 1846–1906», Краків 1906–1907); «Dzieje polskiej myśli politycznej w okresie porozbiorowym» («Історія польської політичної думки після поділів», Краків, 1913–1920).
Автор критичних праць про Станіслава Виспянського і Стефана Жеромського («O twórczości Stanisława Wyspiańskiego i Stefana Żeromskiego», 1905) та Генріка Ібсена («Henryk Ibsen», 1906).
Також створив літературні праці: «Piękna Żydówka» (1887); «Żydziak» (1888); «Nowele i obrazki» (1889); «W okowach» (1890); «Jak w życiu» (1892); «Nowi ludzie» (1894); «Ananke» (1897); «Sądy Boże» (драма, 1898, поставлена і надрукована у Варшаві у 1899 році), драма «Cudotwórca», поставлена на сценах Варшави, Львова і Кракова; «Czyste ręce», драма (1901); «Trzech muszkieterów» (Краків, 1903); «My artyści» (вистава у 4 актах, Львів 1909).
Українською мовою перекладено фрагменти книги «Політичні програми і течії у Галичині 1846–1906», присвячені русинському (українському) питанню у Галичині.